# Angelo Massola
Angelo Massola (Parabiago, 29 marzo 1944) è un dirigente sportivo e allenatore di calcio italiano.

## Carriera

### Allenatore
Ha iniziato la carriera allenando la formazione Primavera del Como negli anni '80. Nella parte finale della stagione 1989-1990 è subentrato a Giovanni Galeone (dimessosi il 1º aprile 1990) sulla panchina della prima squadra, nel campionato di Serie B, non riuscendo ad evitare la retrocessione dei lariani in Serie C1: nelle sue 9 partite sulla panchina del club ha totalizzato 2 vittorie, 2 pareggi e 5 sconfitte, per complessivi 6 punti conquistati. Ha allenato la Primavera del Como anche nelle stagioni 1995-1996 e 1996-1997, per poi lavorare nella società lombarda come responsabile del settore giovanile fino al 2004; nel corso della stagione 2000-2001 ha inoltre anche allenato nelle giovanili del Monza. Dal 2004 al 2006 ha ricoperto un ruolo analogo alla Sampdoria nel periodo in cui Giuseppe Marotta era direttore sportivo dei blucerchiati. Dopo aver lasciato la formazione ligure nel 2006, ha assunto il ruolo di responsabile del settore giovanile del Legnano, incarico che ha mantenuto fino al 2009, mentre dal 2009 al 2011 ha ricoperto lo stesso incarico per il Novara, società di Serie B. A partire dalla stagione 2012-2013 ricopre il ruolo di coordinatore degli osservatori per il settore giovanile della Sampdoria, mentre dalla stagione 2014-2015 torna a lavorare nel settore giovanile del Como.

## Palmarès

### Allenatore

#### Competizioni giovanili
- Trofeo Dossena: 2

1986, 1988